# National Port Authority Anchors
El National Port Authority Anchors és un club de futbol liberià de la ciutat de Monròvia. Disputa els seus partits a l'estadi Antonette Tubman. Ha guanyat una lliga liberiana de futbol (1994) i tres cops la copa liberiana de futbol (1992, 1994 i 2006).

## Palmarès
- Lliga liberiana de futbol:[1]
  - 1994
- Copa liberiana de futbol:[2]
  - 1992, 1994, 2006